# Bavlnářská příze
Bavlnářská příze (angl.: cotton-system yarn, něm.: Kurzstapelgarn) je souhrnné označení pro výrobky ze 100 % bavlněných vláken nebo ze směsí bavlněných a chemických vláken. Mohou se také vyrábět pouze z umělých vláken (stříží) bavlnářského charakteru (maximálně 60 mm a 3,3 dtex. 

## Druhy bavlnářských přízí

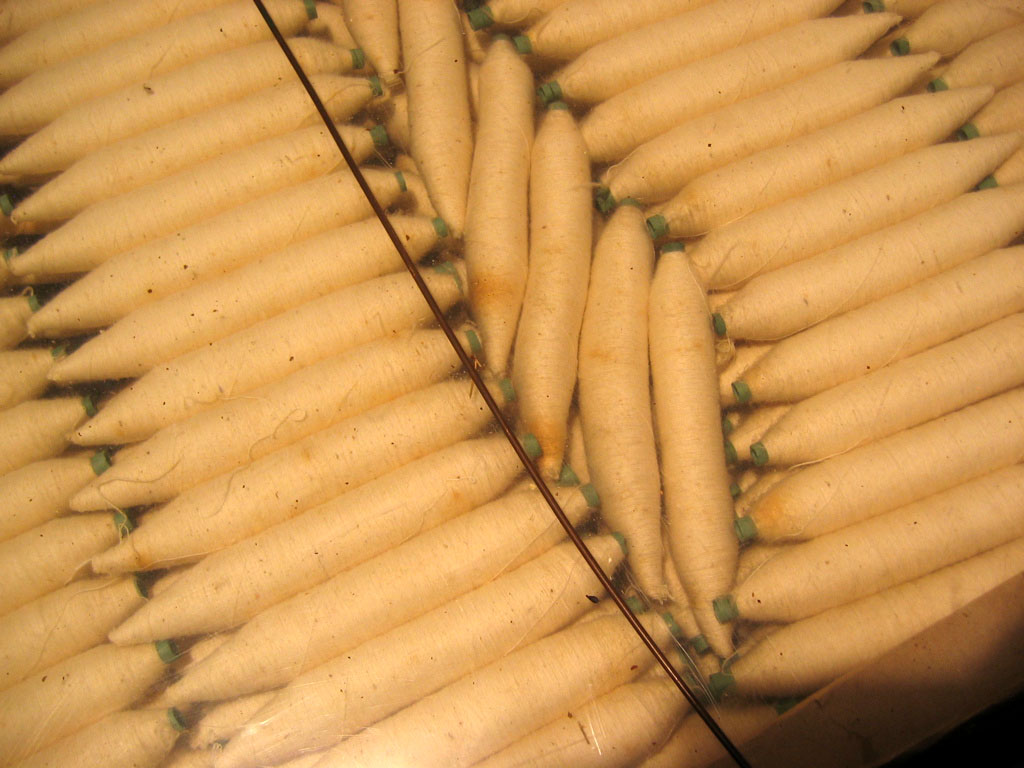
Bavlněná příze na potáčích od prstencového dopřádacího stroje

Ve 2. dekádě 21. století se celosvětově ročně vyrábí 35-40 milionů tun bavlnářských přízí. Materiál probíhá při výrobě všech druhů příze stejnými výrobními stupni mykání a posukování, rozdílné vlastnosti příze se pak získávají především způsobem dopřádání: 
- Mykané příze z prstencových dopřádacích strojů jsou výrobky středních jemností (20-100 tex), kypré, mají mechovitý omak, poměrně vysokou chlupatost a nižší stejnoměrnost. Používají se pro pleteniny na tepláky, tkané flanely, sportovní letní úplety apod.

Prstencové příze česané jsou výrobky vyšších jemností (pod 20 tex). Jsou stejnoměrné a hladké, jejich omak je tvrdší než u přízí mykaných. Používají se k výrobě damašků, košilovin, plášťovin, šatovek, šicích nití atd.
- Mykané příze dopřádané na rotorových strojích se vyrábějí v jemnostech 14-200 tex. Mají tvrdší omak, nižší pevnost, jsou však stejnoměrnější a hladší. Používají se na froté, manšestry, denimy, dekorační látky atd.

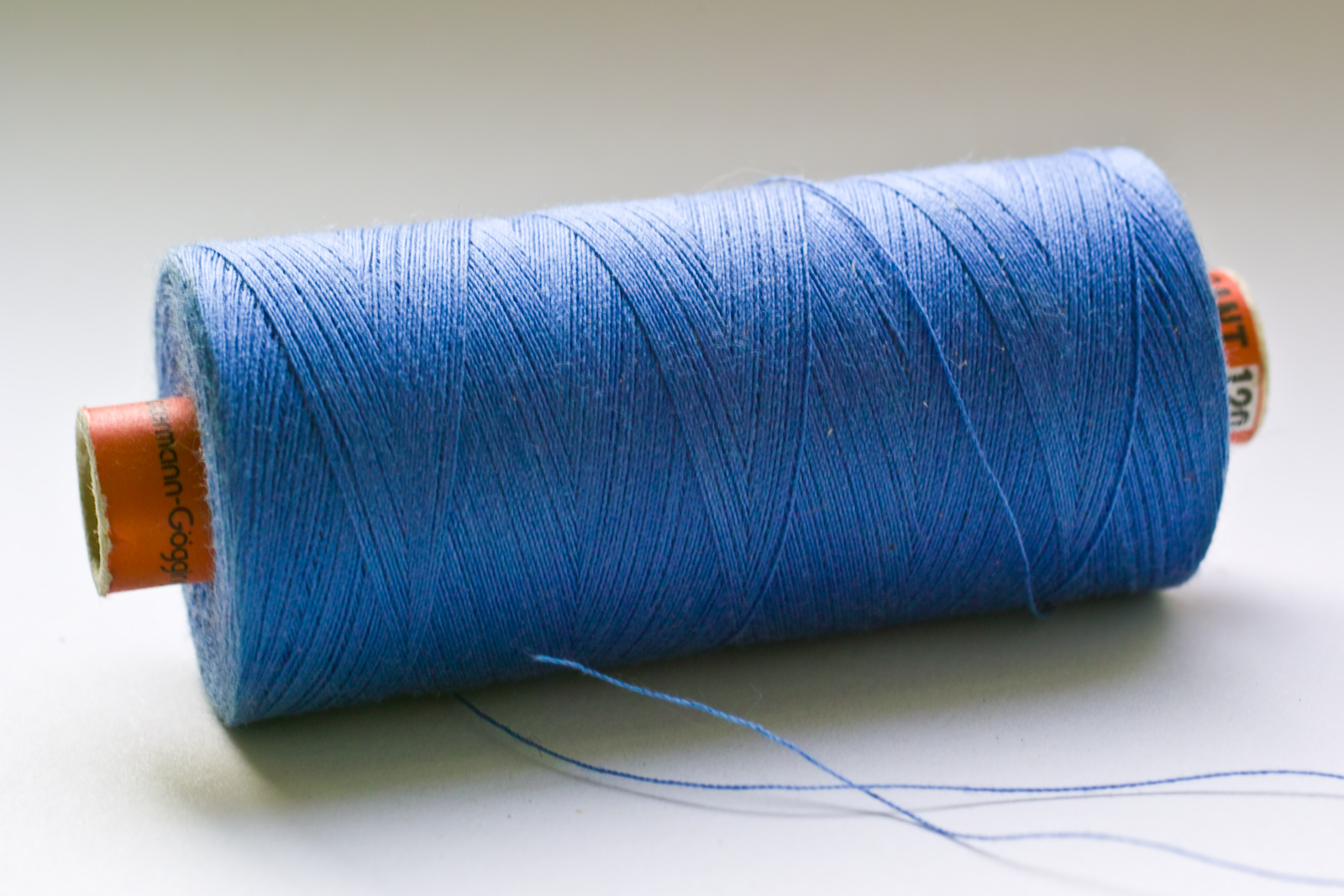
Bavlnářská příze z polyesterové stříže jako šicí nit

- Svazkové příze se dopřádají na tryskových strojích. Vyrábějí se z česané bavlny nebo jako mykaná příze z umělých vláken v jemnostech do 12 tex. Příze jsou hustější a mnohem méně chlupaté než výrobky z prstencových strojů. Použití: pletené svrchní ošacení, ložní prádlo. [4] Svazkové příze se podílejí (v roce 2016) na celkové spotřebě bavlnářských přízí asi 1 %.

## Použití pojmu bavlnářská příze
V češtině se označení bavlnářská příze používá zejména ve statistikách jako výraz pro oborové rozlišení tohoto výrobku od vlnařských přízí a přízí z lýkových vláken. 
V cizích jazycích se výraz bavlnářská příze (např. cotton-system yarn) používá jen ojediněle a většinou se pak vztahuje pouze na výrobky dopřádané na prstencových strojích. 